# Bahnstrecke Nijkerk–Ede-Wageningen
| Ein Zug der Baureihe PROTOS hinter dem Bahnhof Barneveld Noord |                      |                   |                   |
| |                      |                   |                   |
| Streckenlänge: | 29,6 km              |                   |                   |
| Spurweite: | 1435 mm (Normalspur) |                   |                   |
| Streckengeschwindigkeit: | 80 km/h              |                   |                   |
| |                      |                   |                   |
| Provinz: | Gelderland           |                   |                   |
| Verlauf |                      |                   |                   |
| \| \| \| von Utrecht \| \| \| \| 0 \| Nijkerk \| Nijkerk \| \| \| \| nach Kampen \| \| \| \| \| Amsterdam–Zutphen \| \| \| \| 12 \| Barneveld Noord \| Barneveld Noord \| \| \| \| \| \| \| \| 15 \| Barneveld Centrum \| Barneveld Centrum \| \| \| 16 \| Barneveld Zuid \| Barneveld Zuid \| \| \| 22 \| Lunteren \| Lunteren \| \| \| 28 \| Ede Centrum \| Ede Centrum \| \| \| \| von Amsterdam \| \| \| \| 30 \| Ede-Wageningen \| Ede-Wageningen \| \| \| \| nach Arnhem \| \| |                      |                   |                   |
| Strecke |                      | von Utrecht       | von Utrecht       |
| Bahnhof | 0                    | Nijkerk           | Nijkerk           |
| Abzweig ehemals geradeaus und nach links |                      | nach Kampen       | nach Kampen       |
| Abzweig quer und von rechts · Kreuzung geradeaus oben (Strecke geradeaus außer Betrieb) |                      | Amsterdam–Zutphen | Amsterdam–Zutphen |
| Haltepunkt / Haltestelle · Strecke (außer Betrieb) | 12                   | Barneveld Noord   | Barneveld Noord   |
| |                      |                   |                   |
| Bahnhof | 15                   | Barneveld Centrum | Barneveld Centrum |
| Haltepunkt / Haltestelle | 16                   | Barneveld Zuid    | Barneveld Zuid    |
| Haltepunkt / Haltestelle | 22                   | Lunteren          | Lunteren          |
| Haltepunkt / Haltestelle | 28                   | Ede Centrum       | Ede Centrum       |
| Abzweig geradeaus und von rechts |                      | von Amsterdam     | von Amsterdam     |
| Bahnhof | 30                   | Ede-Wageningen    | Ede-Wageningen    |
| Strecke |                      | nach Arnhem       | nach Arnhem       |

Die Bahnstrecke Nijkerk–Ede-Wageningen ist eine Eisenbahnstrecke in der niederländischen Provinz Gelderland und verläuft von Nijkerk nach Ede. Seit 1951 ist ausschließlich der Streckenabschnitt zwischen Barneveld und Ede in Betrieb.

## Geschichte
Im 19. Jahrhundert entstanden zahlreiche Entwürfe für eine Eisenbahnverbindung zwischen Ede und Nijkerk. Daher wurden verschiedene Kommissionen aus Vorstehern der umliegenden Orte gebildet. Nachdem die niederländische Eisenbahngesellschaft De Veluwe am 10. Dezember 1896 gegründet worden war, wurden konkrete Pläne entwickelt. Diese sahen Kosten in Höhe von 500.000 Gulden vor. Der Bau der Strecke wurde von dem Eisenbahnunternehmen De Veluwe durchgeführt. Am 1. Mai 1902 wurde der Streckenabschnitt Barneveld–Ede in Betrieb genommen, die Eröffnung des Teilstücks Nijkerk–Barneveld folgte am 1. Dezember 1903. Für die Bewirtschaftung der Strecke war zunächst die Nederlandsche Centraal-Spoorweg-Maatschappij zuständig gewesen, bis die Staatsspoorwegen im Jahr 1919 den Betrieb der Nederlandsche Centraal-Spoorweg-Maatschappij übernahmen und der Zugverkehr seit 1934 von den Nederlandse Spoorwegen betrieben wird. Drei Jahre später wurde der Streckenabschnitt Nijkerk–Barneveld stillgelegt. Im gleichen Jahr wurde nördlich von Barneveld eine Verbindung zur Bahnstrecke Amsterdam–Zutphen angelegt. Fortan fuhren bis September 1944 ausschließlich Züge zwischen Amersfoort und Ede. Anschließend wurde der Abschnitt aufgrund von Materialmängeln geschlossen. Nach Kriegsende wurde die Strecke Barneveld–Ede elektrifiziert und am 20. Mai 1951 wiedereröffnet. Zu Beginn des 21. Jahrhunderts wurde die Bahnstrecke an die Provinz Gelderland übertragen. Mit Beginn des Jahresfahrplans 2007 übernahm Connexxion den Zugverkehr von den Nederlandse Spoorwegen.

## Bahnhöfe

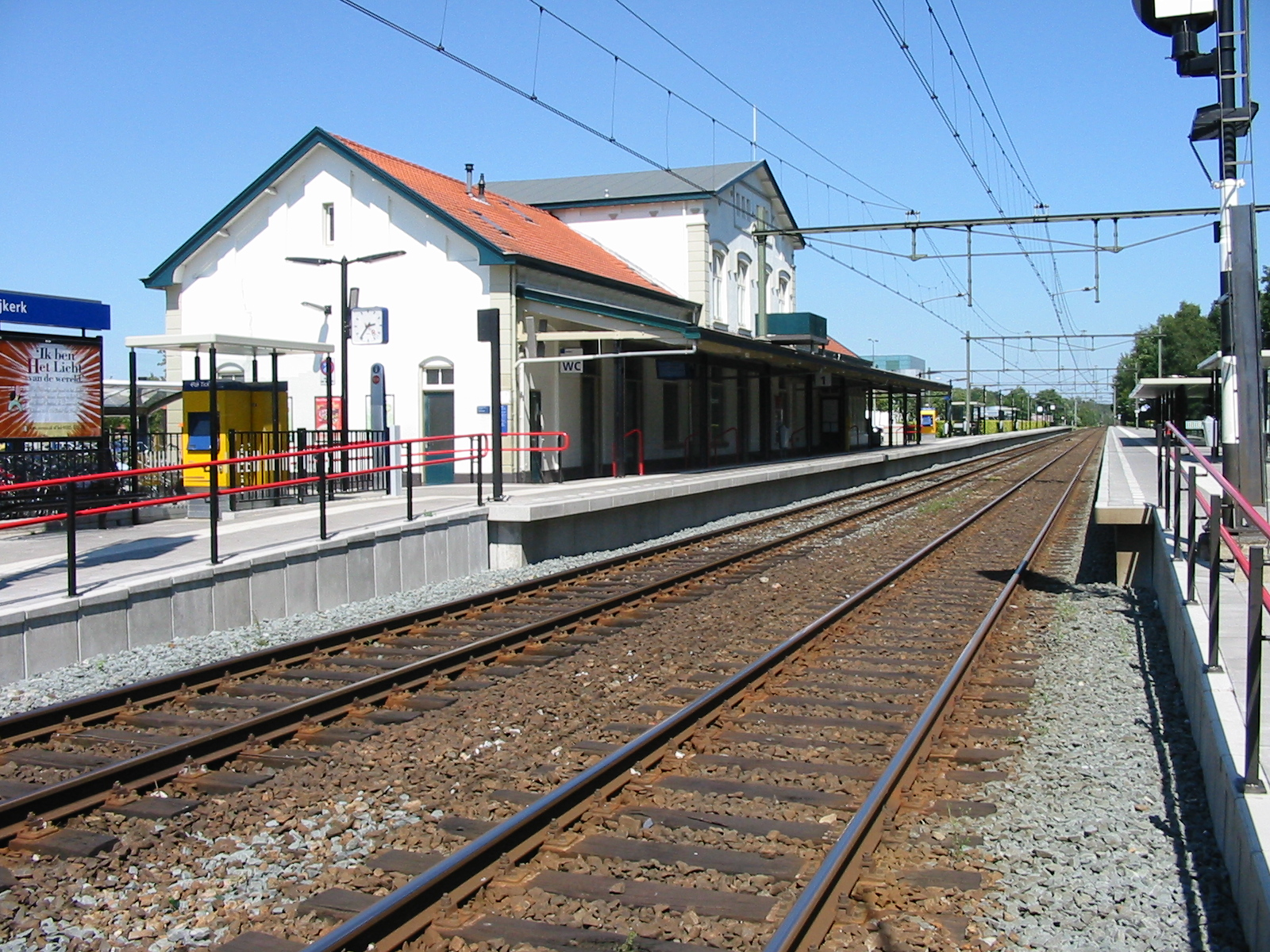
Nijkerk
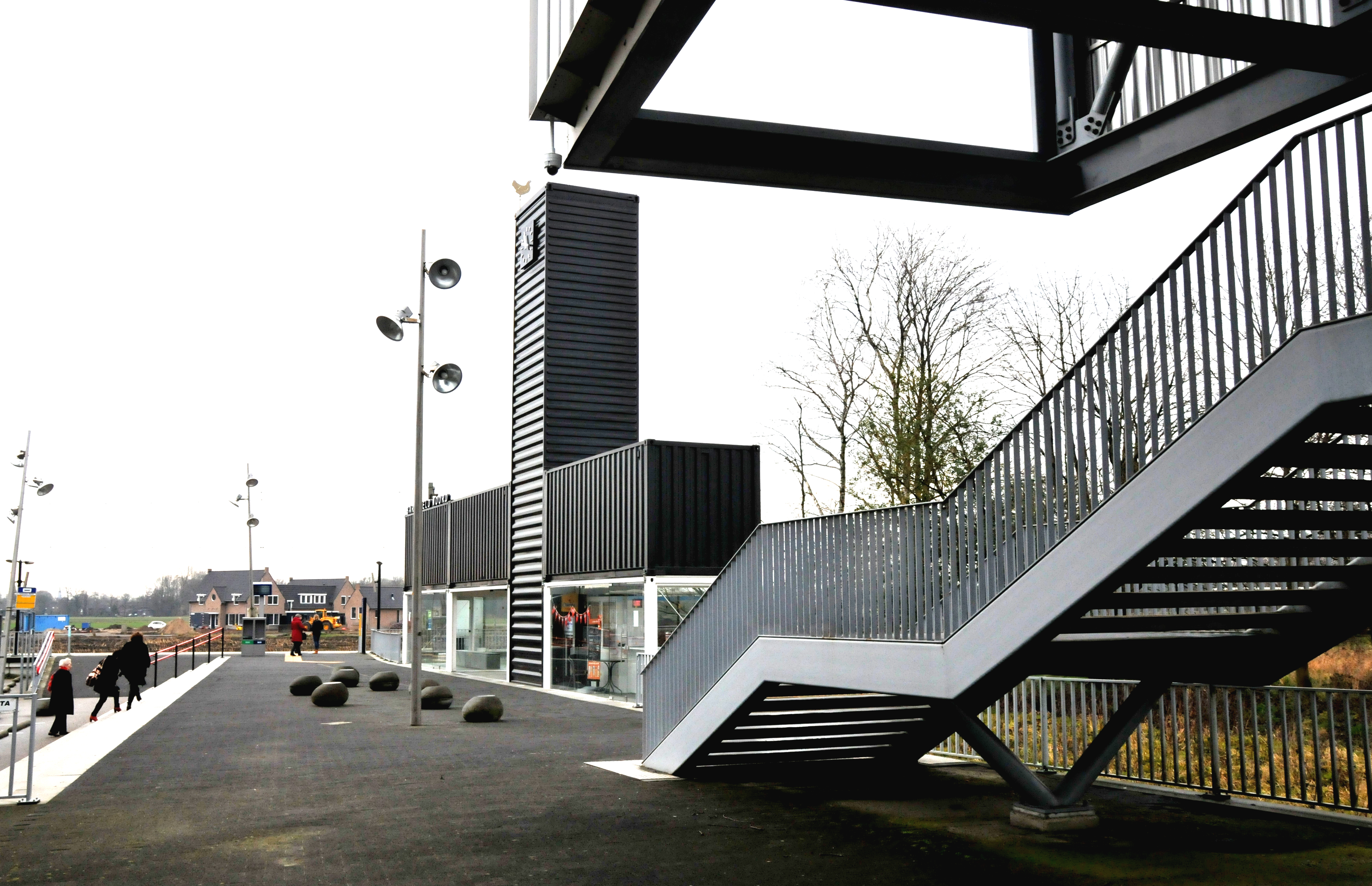
Barneveld Noord
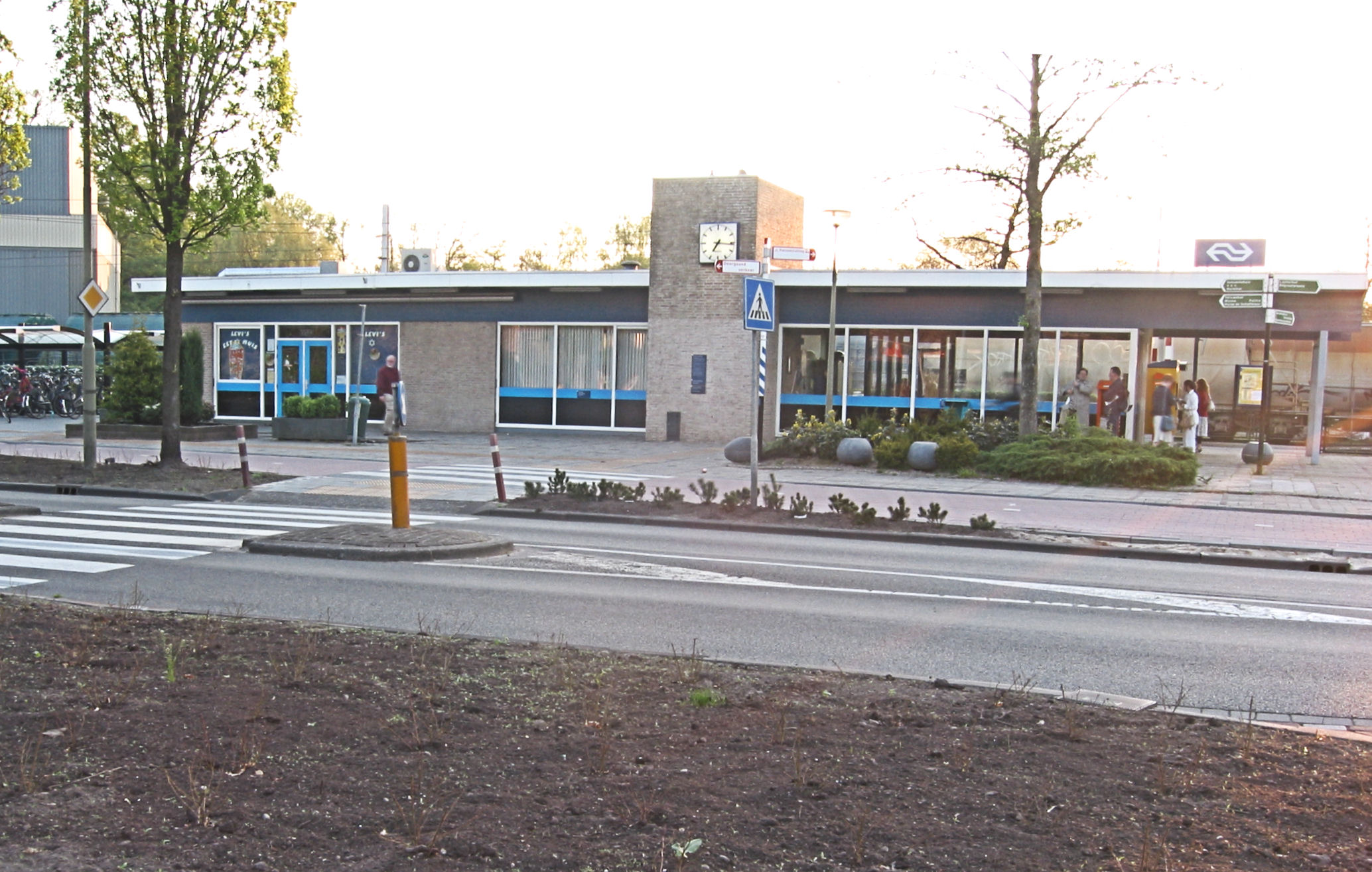
Barneveld Centrum
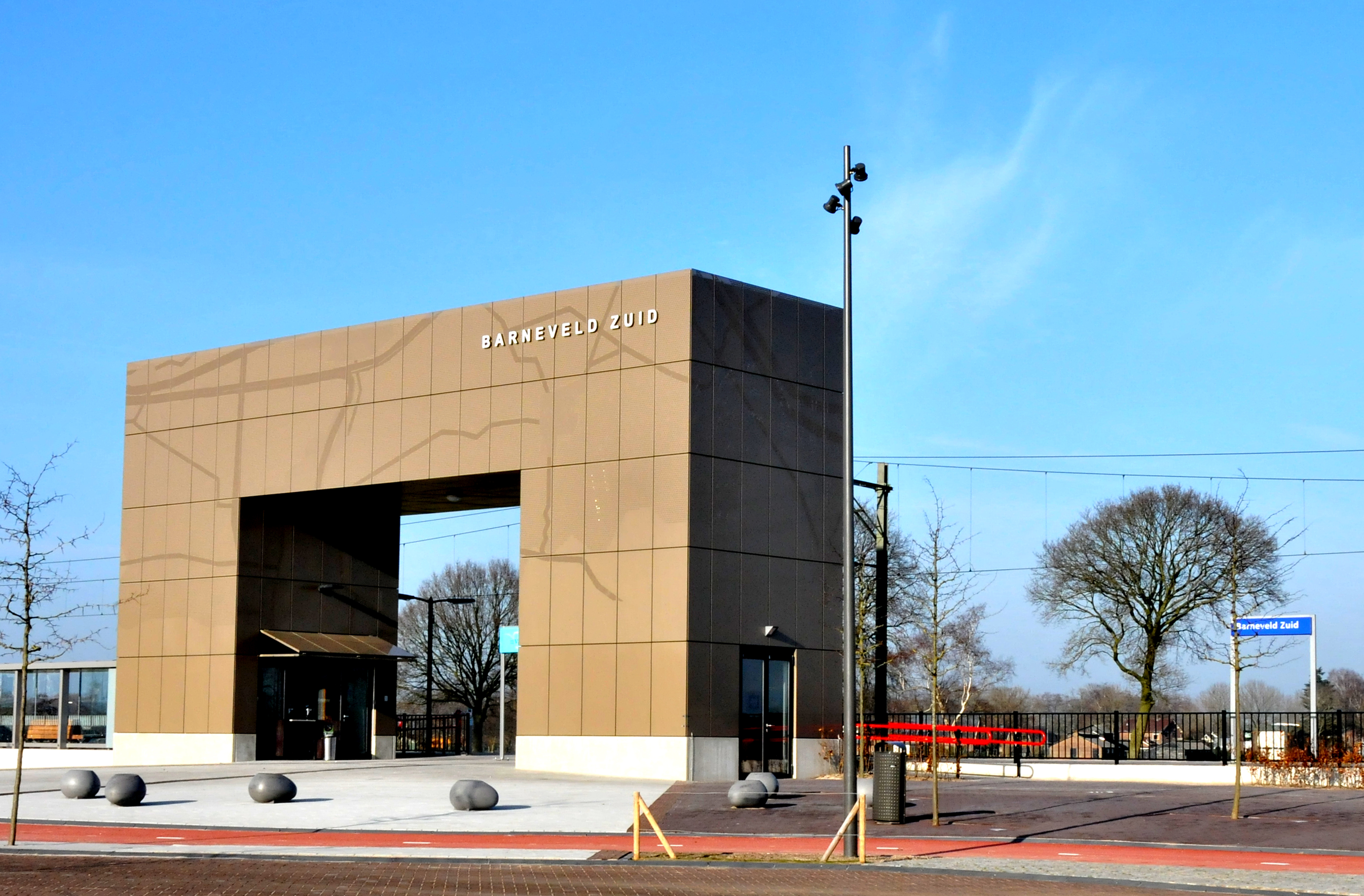
Barneveld Zuid
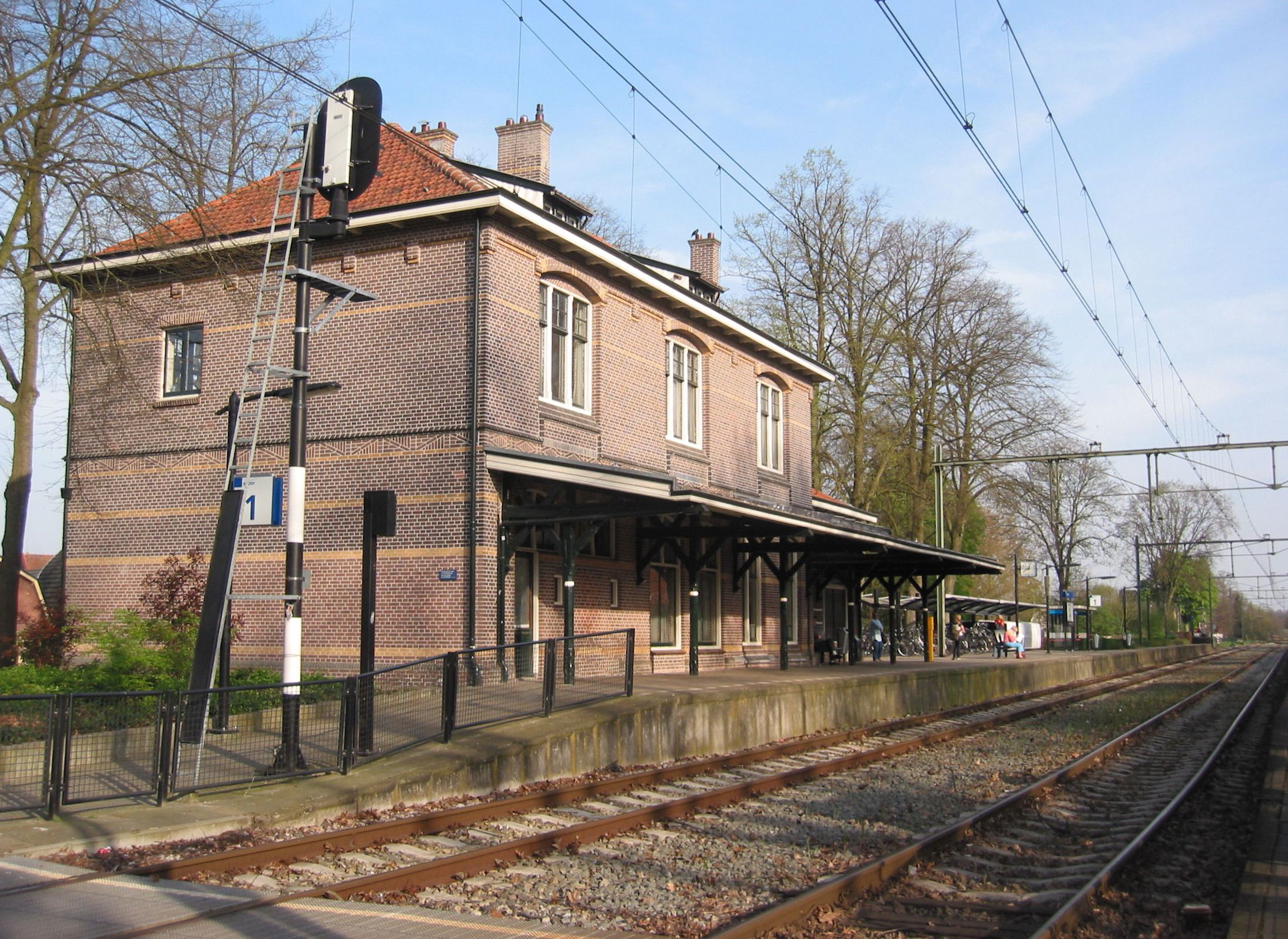
Lunteren
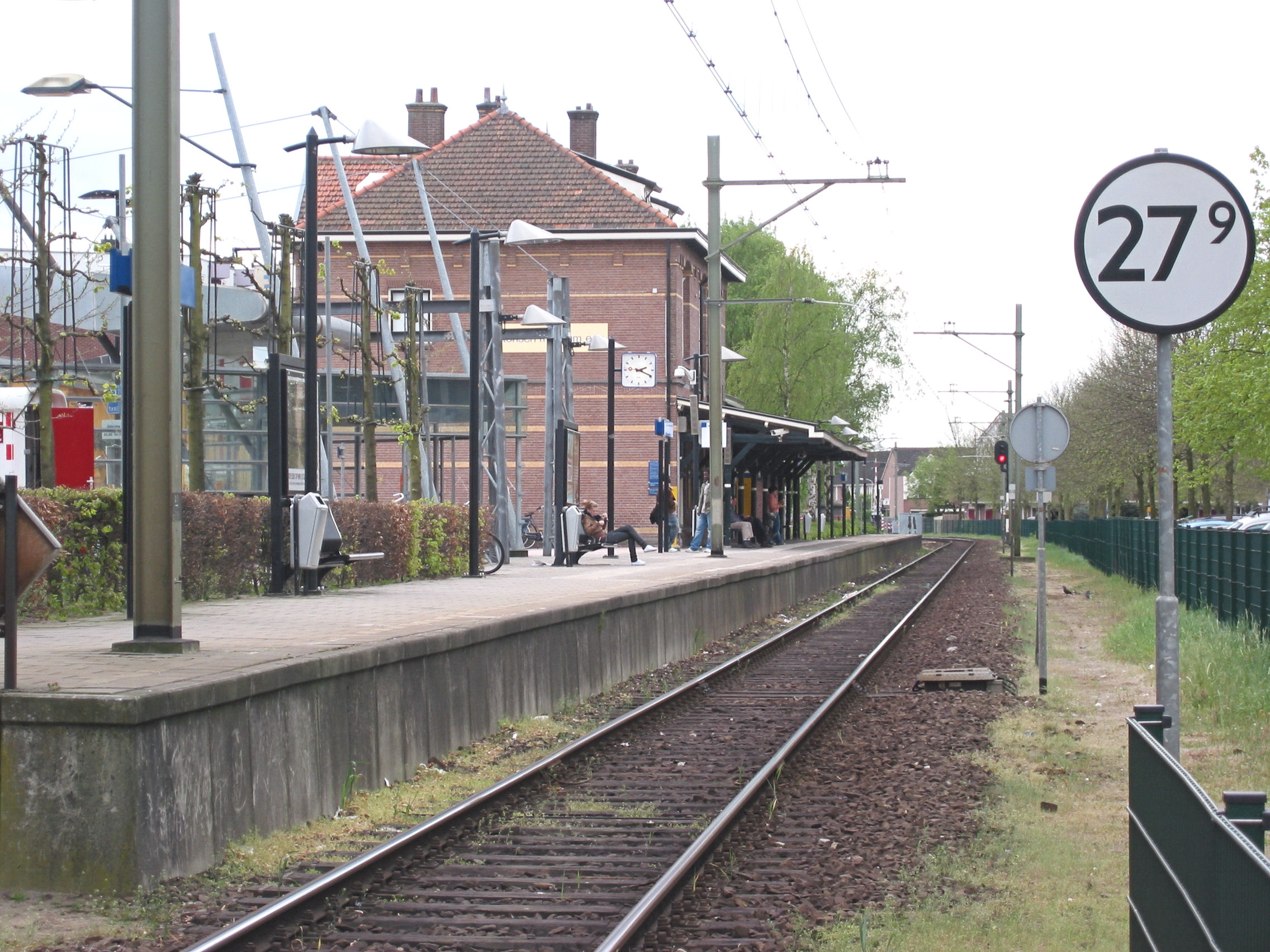
Ede Centrum
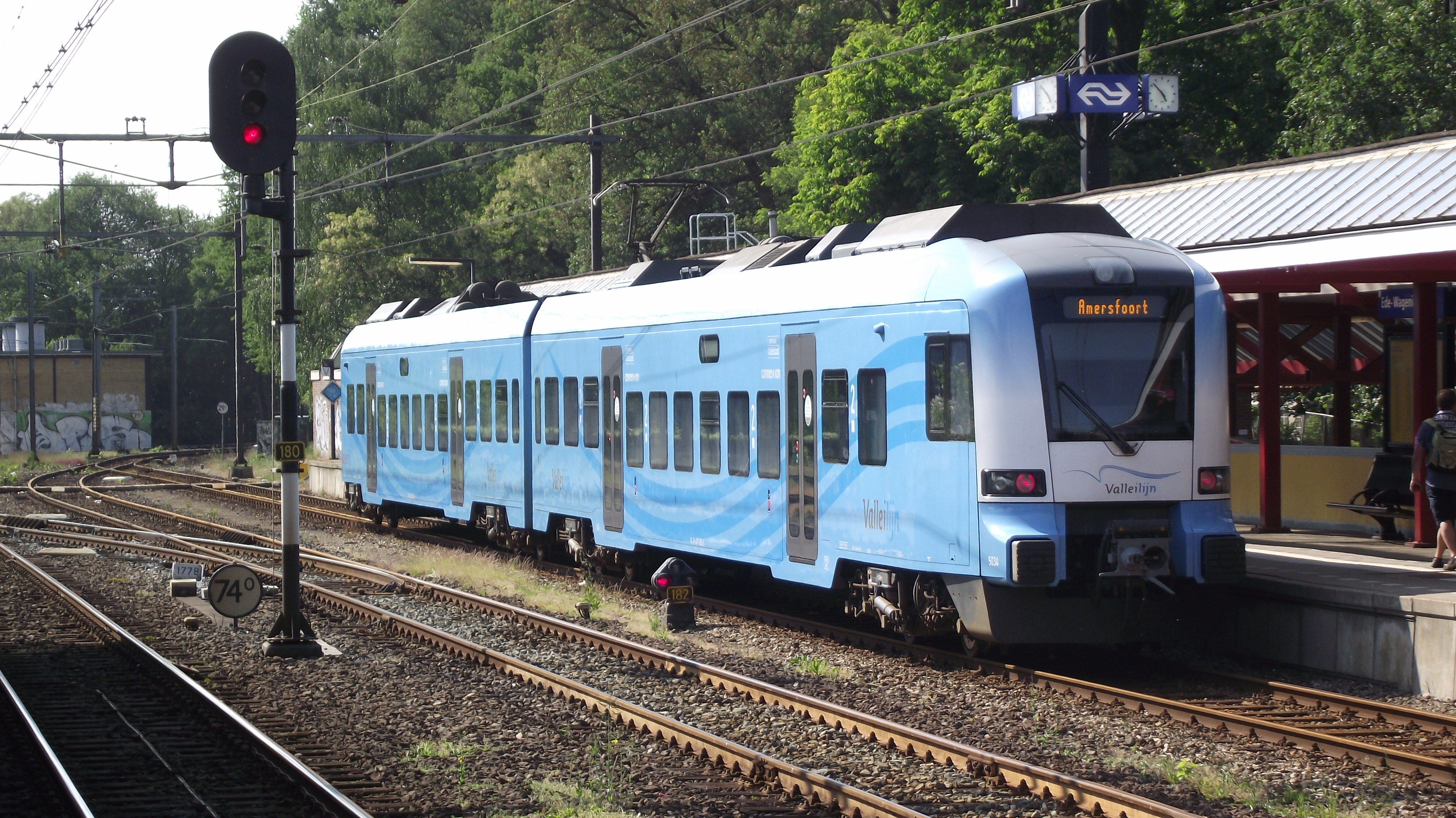
Ede-Wageningen

## Streckenverbindungen
Folgende Linien verkehren auf der Bahnstrecke Nijkerk–Ede-Wageningen im Jahresfahrplan 2022:
| Zugtyp                 | Linienverlauf                                            | Frequenz      |
| ---------------------- | -------------------------------------------------------- | ------------- |
| Stoptrein (Connexxion) | Amersfoort Centraal – Barneveld Centrum – Ede-Wageningen | halbstündlich |
| Stoptrein (Connexxion) | Amersfoort Centraal – Barneveld Centrum – Barneveld Zuid | halbstündlich |